# Гордиенко, Андрей Никандрович
 Андрей Никандрович Гордиенко (27 апреля 1904 года, село Покровское Неклиновского района Ростовской области — 1969) — советский патофизиолог, доктор медицинских наук (1939), профессор (1940), заведующий кафедрой патологической физиологии Ростовского медицинского института (1949—1969). Заслуженный деятель науки РСФСР (1964). Создатель Ростовской школы патофизиологов.

## Биография
Родился 27 апреля 1904 года в многодетной крестьянской семье с 13 детьми в селе Покровское Неклиновского района Ростовской области. Его мать скончалась, когда мальчику было 11 лет, с ранних он работал на сельскохозяйственных работах. Четыре года учился в местной школе (1911—1915), после пятилетнего перерыва, вызванного отсутствием средств на учёбу, пошел в 5 класс Покровской семилетней трудовой школы. В 1922 году, после окончания школы, учился в Таганрогском медицинском техникуме. После его окончания в 1925 году поступил учиться по направлению Таганрогского окружного комитета комсомола в Кубанский медицинский институт имени Красной Армии.
В 1930 году окончил Кубанский мединститут, до 1932 года учился в аспирантуре на кафедре общей патологии. Его научным руководителем был профессор И. Г. Савченко. И. Г. Савченко предложил аспиранту заняться вопросами онтогенетических и филогенетических аспектов анафилаксии. Результатом работ стала защита 1936 году А. Н. Гордиенко кандидатской диссертации на тему: «Вопросы эволюции в анафилаксии».
По окончании учёбы Андрей Никандрович работал ассистентом (1932—1937) и доцентом (1937—1940) кафедры патофизиологии Кубанского мединститута; заведовал кафедрой патофизиологии в Хабаровском медицинском (1940—1945, ныне Дальневосточный государственный медицинский университет), Кубанском медицинском (1945—1949, ныне Кубанский государственный медицинский университет) и Ростовском медицинском (1949—1969) институтах. Под руководством Гордиенко А. Н. в Хабаровском медицинском институте было выполнено и защищено пять кандидатских диссертаций (Т. А .Назарова, Ф. Я. Венцов, И. Г. Новиков, Б. С. Карлова, О. С. Лопатина).
В 1939 году Андрей Никандрович защитил докторскую диссертацию на тему: «Роль нервной системы в образовании антител и опыт стимуляции электролитами вегетативной нервной системы и образования антител».
А. Н. Гордиенко является автором около 200 научных трудов, включая 10 монографий и руководств, связанных с вопросами вопросам патогенеза шока, аллергии и иммунитета.
Область научных интересов: механизмы возникновения аллергических реакций в организме с нервной системой, участие вегетативной нервной системы в выработке антител, роль афферентной информации в развитии сенсибилизации, анафилаксии, реакций иммунитета. Несколько его работ были посвящены моделированию патологических процессов (абсцесса мозга, эндометрита, неврита, пневмонии).
Под руководством А. Н. Гордиенко в разное время было выполнено и защищено около 80 кандидатских диссертаций и 23 докторских — Ажипа Я. И. «Нейрогуморальные отношения при нейродистрофическом процессе» (1970), Алексеев В. А. «Патогенез плевро-пульмонального шока», (1967) и др. Андрей Никандрович долгое время был членом правления Всесоюзного научного общества патофизиологов, председателем Северо-Кавказского филиала научного общества патофизиологов (1965—1969).

## Награды и звания
- Орден «Знак Почёта»
- Заслуженный деятель науки РСФСР (1964)

## Труды
- Роль нервной системы в образовании агглютининов и опыт стимуляции вегетативной нервной системы и образования антител электролитами, дисс., Краснодар, 1939;
- Роль каротидного синуса в развитии шоковых состояний. — Краснодар, 1948;
- Нервная система и иммунитет. — Краснодар, 1949;
- Нервно-рефлекторный механизм выработки антител и регуляция фагоцитоза. — Москва, 1954;
- Основной механизм развития травматического шока. — Киев, 1956;
- Нервная система и иммунитет, Краснодар, 1949;
- Нервнорефлекторный механизм выработки антител и регуляции фагоцитоза, М., 1954;
- Основной механизм развития травматического шока, Киев, 1956;
- Патогенез травматического шока, Пекин, 1959;
- Механизмы аллергических реакций, Киев, 1961; Экспериментальная иммунопатология, Киев, 1965.